# ありふれた事件
『ありふれた事件』（ありふれたじけん、原題：C'est arrivé près de chez vous、英題：Man Bites Dog）は、1992年のベルギーの犯罪映画。

## キャスト
- ブノワ・ポールヴールド
- ヴァレリー・パレント
- レミー・ブルヴォー
- アンドレー・ボンゼル